# Plán 19
Plán 19 někdy nazývaný také Modifikovaný plán 18, byl ruský strategický plán pro válku proti Německu a Rakousku-Uhersku použitý při vypuknutí první světové války v roce 1914.

## Obranná strategie
Jednou z osob, které měly zásadní vliv na plánování ruské války proti Německu a Rakousku-Uhersku, byl Jurij Nikoforovič Danilov. V devadesátých letech 19. století povýšil do generálního štábu ruské armády, kde zastával funkci generála týlového zabezpečení.
Danilov stejně jako mnozí Rusové nesdílel názor, že by se Francie zapojila do případné rusko-německé války a zpochybňoval, že by Němci plánovali rozmístit většinu svých sil proti Francii. Danilov ale šel o několik kroků dál a počítal s pravděpodobností, že ve stejnou chvíli, kdy bude Rusko válčit proti Německu a Rakousku-Uhersku, jej napadne Švédsko, Rumunsko, Turecko, Japonsko a Čína. Pro tento svůj názor byl mnohými zesměšněn slovy, že zapomněl už jen na mimozemšťany.
Danilov se nejvíce obával nečekaného německého útoku, který by roztříštil ruské předsunuté pozice v západním Polsku, na základě čehož situoval tamní rozmístění jednotek dále na východ. Danilov navrhoval v případě německého útoku opuštění Polska a pevností na řece Visle, aby mohla být zformována mnohem kratší a snáz udržitelná obranná linie. Většina ruské armády (53 divizí) mělo stát proti Německu, zatímco jen 19 proti Rakousku-Uhersku.

## Ofenzivní přístup
Tyto návrhy silně odmítal Michail Vasiljevič Alexejev, který byl Danilovým předchůdcem coby generál týlového zabezpečení a nyní sloužil jako náčelník generálního štábu kyjevského vojenského okruhu. Alexejev odmítal držení záloh na východě pro případné vylodění německých vojsk u Petrohradu nebo pro zadržení případného rumunského útoku. Namísto toho navrhl tyto jednotky použít pro posílení obrany Varšavy a pevností na řece Visle. Rovněž odmítl Danilovův záměr rozmístit většinu ruských sil severně od Mazurských jezer, neboť jediný směr jejich postupu by mohl být do Východního pruska, zatímco jižní rozmístění vojsk by umožňovalo postoupit jak proti Německu, tak jižně proti Rakousku-Uhersku.
Danilov i Alexejev přednesli své návrhy na hlavním ředitelství generálního štábu. Namísto zavázání se k jednomu plánu se generál Palitsyn rozhodl pro kompromis, který nepotěšil ani jednu stranu, a který byl po válce široce kritizován. Souhlasil s rozmístěním hlavních ruských sil na jih, zatímco pro obranu Varšavy ponechal jen slabá uskupení.
V roce 1910 prošla ruská armáda několika reformami, které vojenskou přítomnost v Polsku dále oslabily. Ruská armáda přešla na systém, kde byly jednotky mnohem více spojeny s jednotlivými regiony Ruska a vojáci rozmístěni blíže populačních center. To dávalo smysl vzhledem k nepokojům v roce 1905, kdy bylo vojáků poblíž měst nedostatek, avšak na druhou stranu to prodloužilo dobu potřebnou pro přesun jednotek na západ, a tedy ztížilo brzkou ofenzívu do východního Pruska, jak Alexejev zamýšlel.
Jurij Danilov se v roce 1910 dostal znovu do sporu s Alexejevem kvůli záměru zbourat sedm velkých pevností v Polsku. Čtyři z nich (Zegrze, Novogeorgievsk, Varšava a Ivangorod) měly chránit předsunuté shromažďovací body ruské armády, zatímco zbylé tři (Brest-Litovsk, Grodno a Kovno) měly chránit východní křídlo. Spolu s Alexejevem proti tomuto protestoval i generál Nikolaj Kluyev coby náčelník generálního štábu varšavského vojenského okruhu, který nechtěl přijít o páteř obrany svého regionu. Pevnosti však byly vybudovány v 80. letech 19. století a jejich nezbytná modernizace by vyšla na 800 milionů rublů, což byl dvojnásobek ročního rozpočtu celé ruské armády. Danilov a Sukhomilov byli odmítnuti a pevnosti zůstaly na svém místě. Nedostatek financí však zabránil jejich modernizaci, i když alespoň na čtyřech z nich částečné modernizační práce započaly.

## Plán 19
V únoru 1912 se Danilov a Suchomilov spolu s generálem Žilinským, tehdejším náčelníkem generálního štábu, a náčelníky vojenských okruhů sešli v Moskvě, aby prodiskutovali změny pro prozatímní podobu Danilovova plánu.
Debatě dominovala především změna strategické situace, kdy armádní velitelé věřili, že hlavní německý úder nyní nebude mířit na Rusko, ale na Francii. I kdyby byla Francie rychle poražena, což byl většinově přijímaný závěr možné německo-francouzské války, ztráty způsobené Francouzi měly Němce kriticky oslabit.
S jen malou částí německé armády stojící proti sobě se Rusové nemuseli obávat útoku na shromažďovací body v Polsku a mohli tak jednotky rozmístit více na západ. Rovněž mělo Rusko zahájit brzkou ofenzivní akci a to ze dvou důvodů. Za prvé slabá německá přítomnost nabízela šanci rychlého úspěchu, za druhé by ruský útok donutil přesunout jednotky ze západu, což by ulevilo tlaku na Francii.
Útok do východního Pruska však skýtal řadu problémů. Jedním z nich byla Mazurská jezera, která rozdělovala frontu vedví, což dávalo obráncům příležitost koncentrovat se proti jedné útočící armádě, a poté proti druhé. I kdyby bylo východní Prusko obsazeno, Němci by se mohli stáhnout na dobře opevněné pozice na západě, a ruský postup by mohly ohrožovat útoky na křídla od Baltského moře a rakousko-uherského Haliče.
Proto Alexejev navrhl přesunout prioritu z Německa na Rakousko-Uhersko. Otevřený terén Haliče nabízel úspěšnější výhled pro ruskou ofenzívu než dobře opevněné východní Prusko. Rovněž vzhledem k multikulturalitě rakousko-uherské říše Rusové věřili, že útok do Haliče vyvolá po celé říši proruská povstání, což by mohlo vést nejen ke kolapsu Rakouska-Uherska, ale rovněž k upevnění vlivu na Balkáně a v okolí Konstantinopole.
Diskuze dovedla zúčastněné k návrhu nového plánu, který bude počítat se dvěma variantami. Varianta A počítala s rozsáhlou ofenzívou do Haliče a sekundárními útoky dvou armád do východního Pruska, přičemž při německém útoku na Rusko by byla aktivována varianta G, lehce modifikovaná verze Danilovova obranného plánu z dřívějších let.
Během plánování a následných vojenských cvičení však Rusové úplně opomenuli logistiku. V Polsku měli Rusové dvakrát méně železnic oproti Německu na druhé straně hranice, a rovněž nedostatečná velikost železničních stanic nedovolovala rychlé vyložení početných armádních uskupení. Prioritu v mobilizaci dostali vojáci, zatímco týlovým službám byla přiřazena sekundární priorita. To znamenalo, že postupující armády nebyly moct být adekvátně zásobovány jídlem, vybavením a střelivem, a že železnice a silnice nebyli moct být udržovány ve vyhovujícím stavu.

## Rozšíření armády
Rusové rovněž plánovali navýšit počet divizí. Stávající divize měla čtyři pluky, z nich každý měl čtyři prapory. Nově měla mít divize jen tři pluky po třech praporech. Snížení počtu jednotek v divizi mělo vést k lepší mobilitě a snazšímu velení, na druhou stranu vyžadovalo více důstojníků, neboť každá nově vytvořená divize potřebovala vlastní štáb.
Další změnou bylo navýšení počtu dělostřeleckých baterií, a to stejným způsobem. Namísto osmi děl v baterii jich nově bylo jen šest. Problémem byl však nedostatek zásob dělostřeleckých granátů. Francouzi měli zásobu dvou tisíc střel pro hlaveň, Němci tři tisíce, avšak Rusové pouhý jeden tisíc. Střely byly skladovány daleko od fronty a kvůli nedostatečným železnicím a sekundární prioritě týlových jednotek během mobilizace bude nedostatek dělostřelecké munice velkým problémem. Nedostatek munice měli i řadoví vojáci. Na začátku války leželo ve skladech ve shromažďovacích centrech blízko fronty jen 420 nábojů pro jednu pušku.
Navzdory tomu se standardní ruská divize v roce 1914 skládala ze čtyř pluků, z nichž každý měl čtyři prapory. Každá divize měla dělostřeleckou brigádu složenou ze šesti baterií, z nichž každá měla osm děl. Dále měla dvě jízdní brigády složené ze dvou pluků. V případě války se jízdní brigády od pěší divize odpojí a zformují do samostatné jízdní divize.